# (29867) 1999 FA55
A (29867) 1999 FA55 a Naprendszer kisbolygóövében található aszteroida. A LINEAR projekt keretében fedezték fel 1999. március 20-án.